# 爆笑寄席
『爆笑寄席』（ばくしょうよせ）は、1969年10月5日から1975年3月23日まで、日曜の夕方に放送された関西テレビ放送（KTV）制作のコントバラエティ番組。1975年4月以降、終了までは金曜19:00 - 19:30に移動。
この項目では1975年10月3日から1976年3月26日まで放送された改題・リニューアル番組『爆笑家族』（ばくしょうかぞく）についても記述する。

## 概要

### 爆笑寄席
- タイトルに「寄席」を含むものの、演芸番組ではなく、「体力の限界に挑戦する!」「笑わぬ人は許さない!」をキャッチフレーズに、ドタバタを売り物にしたナンセンス・コント番組。
- 横山やすし・西川きよし、コメディNo.1がメインで吉本色が強かったがユニット制作番組ではなく、松竹芸能等他社所属の芸人も出演していた。当時は吉本と松竹の棲み分けが、過去の所属タレント引き抜きなどをめぐる遺恨の影響で明確だったため、在阪局制作の番組で両社の所属タレントが共演するのは例外的だった。

### 爆笑家族
- スタジオ収録でコメディNo.1中心のドラマ仕立て。後半は、坂田利夫が「弟」と呼ぶぬいぐるみ「ジャンボサカターン」（ジャンボマックスのパロディ）が登場。

## 出演者
- 横山やすし・西川きよし
- コメディNo.1
- 夢路いとし・喜味こいし
- 中田ダイマル・ラケット
- 海原お浜・小浜
- 横山ノック
- レツゴー三匹
- 間寛平
- 木村進
- 笑福亭鶴瓶

ほか 
東京の芸人もゲスト出演していた（トリオ・スカイラインなど）。

## 放送局
- 関西テレビ（制作局）：日曜 17:00 - 17:30（1975年3月まで）→金曜 19:00 - 19:30（1975年4月以降）
- 秋田テレビ：木曜 22:30 - 23:00（1975年12月、『爆笑家族』の時期）[1]
- 富山テレビ：水曜 22:00 - 22:45（1973年4月時点）[2] → 日曜 17:00 - 17:30（1974年3月時点）[3]
- 石川テレビ：日曜 23:45 - 0:15[3]
- 福井テレビ：水曜 22:00 - 22:45[2]
- 東海テレビ：土曜 19:00 - 19:30[4]
- テレビ新広島（開局前のサービス放送期間中に放送）：金曜 12:00 - 12:30[5] → 金曜 19:00 - 19:30（1975年10月にリニューアルした『爆笑家族』から同時ネット）
- 山陰中央テレビ：土曜 19:00 - 19:30[6]
- テレビ愛媛：日曜 17:00 - 17:30（1974年3月時点）[7] → 土曜 19:00 - 19:30（1974年9月時点）[8] → 金曜 19:00 - 19:30（1975年12月、『爆笑家族』の時期）[9]
- テレビ宮崎：木曜 19:00 - 19:30（1972年3月時点）[10] → 金曜 19:00 - 19:30（1974年9月時点）[11]